# Associazione nazionale comuni termali
L'Associazione nazionale comuni termali (A.N.CO.T.) è un'associazione senza scopo di lucro per la promozione e la valorizzazione del termalismo in Italia.

## Scopo e attività
Possono associarsi i Comuni che siano luogo dell'attività di istituti o aziende termali.
L'attività principale dell'associazione riguarda la valorizzazione delle risorse termali italiane. Viene rivolta particolare attenzione ai Soci, attraverso la divulgazione di materiale informativo e promozionale, rivolto soprattutto all'ambito turistico.
La sede dell'associazione è presso il Comune di Chianciano Terme.

## Comuni associati
Campania
Città metropolitana di Napoli
- Casamicciola Terme
- Castellammare di Stabia
- Ischia Porto

Emilia-Romagna
Provincia di Forlì
- Bagno di Romagna
- Castrocaro Terme
- Bertinoro

Provincia di Parma
- Salsomaggiore Terme

Lazio
Provincia di Frosinone
- Fiuggi

Provincia di Latina
- Castelforte (Suio)

Provincia di Roma
- Tivoli (Acque Albule)

Provincia di Viterbo
- Viterbo (Terme dei Papi)

Lombardia
Provincia di Brescia
- Godiasco (Salice Terme)

Marche
Provincia di Pesaro
- Monte Grimano Terme

Piemonte
Provincia di Alessandria
- Acqui Terme

Sardegna
Provincia di Sassari
- Benetutti

Sicilia
Provincia di Messina
- Alì Terme

Provincia di Palermo
- Termini Imerese

Provincia di Agrigento
- Montevago

Toscana
Provincia di Pisa
- Casciana Terme
- San Giuliano Terme

Provincia di Siena
- Chianciano Terme

Provincia di Pistoia
- Montecatini Terme

Trentino-Alto Adige
Provincia di Trento
- Levico Terme
- Garniga Terme

Umbria
Provincia di Perugia
- Nocera Umbra

Veneto
Provincia di Padova
- Abano Terme
- Battaglia Terme
- Montegrotto Terme